# Monastère de Denkovac
Le monastère de Denkovac (en serbe cyrillique : Манастир Денковац ; en serbe latin : Manastir Denkovac) est un monastère orthodoxe serbe situé à Donja Sabanta, dans le district de Šumadija et sur le territoire de la ville de Kragujevac en Serbie.
Le théologien Petar Denkovački a été l'higoumène du monastère de 1979 à sa mort en 2005.
Le monastère abrite une communauté de moines.

## Localisation
Le monastère de Denkovac se trouve dans la vallée de la Dulenska reka, un affluent du Lugomir, non loin du village de Velike Pčelice.

## Histoire
Certaines traditions locales font remonter la fondation du monastère au règne du roi serbe Stefan Dragutin, à la fin du XIIIe siècle et au début du XIVe siècle ; d'autres la situent après la conquête du despotat de Serbie par les Ottomans. En revanche, son existence est historiquement attestée pour la première fois dans un defter (recensement) turc datant de 1530, dans lequel il est désigné sous le nom de Severin. Il a sans doute été abandonné au XVIIe siècle et, en raison de son isolement, il n'a pas été relevé au XIXe siècle, contrairement à d'autres établissements monastiques de la région. Un témoignage remontant à la seconde moitié du XIXe siècle atteste que le monastère était en ruine.
Denkovac a été restauré de 1965 à 1987. L'église a été reconstruite dans le style ancien de l'école moravienne et son iconostase a été ornée d'icônes à partir de 1986. Lors de cette campagne de reconstruction, l'ensemble monastique a été doté d'un nouveau konak.